# アンドレイ・ルブレフ
アンドレイ・アンドレーエヴィチ・ルブレフ（Andrey Rublev, ロシア語: Андрей Андреевич Рублёв, 発音 [ɐnˈdrʲej rʊˈblʲɵf]; 1997年10月20日 - ）は、ロシア・モスクワ出身の男子プロテニス選手。これまでにATPツアーでシングルス17勝、ダブルス4勝を挙げている。ATPランキング自己最高位はシングルス5位、ダブルス44位。身長188cm。右利き、バックハンド・ストロークは両手打ち。
2021年東京オリンピックの混合ダブルスで金メダル獲得。2023年モンテカルロ・マスターズ優勝者。2024年ムチュア・マドリード・オープン優勝者。

## 選手経歴

### ジュニア時代
元ボクサーの父とテニスコーチの母のもとに生まれ、3歳からテニスを始める。

### 2014年 プロ転向
2014年全仏オープン男子ジュニアシングルスで優勝し、同年にプロに転向する。

### 2015年 ツアーダブルス初優勝
2015年10月の地元クレムリン・カップのダブルスでドミトリー・トゥルスノフと組み優勝。

### 2017年 全米ベスト8 ツアー初優勝 トップ50入り

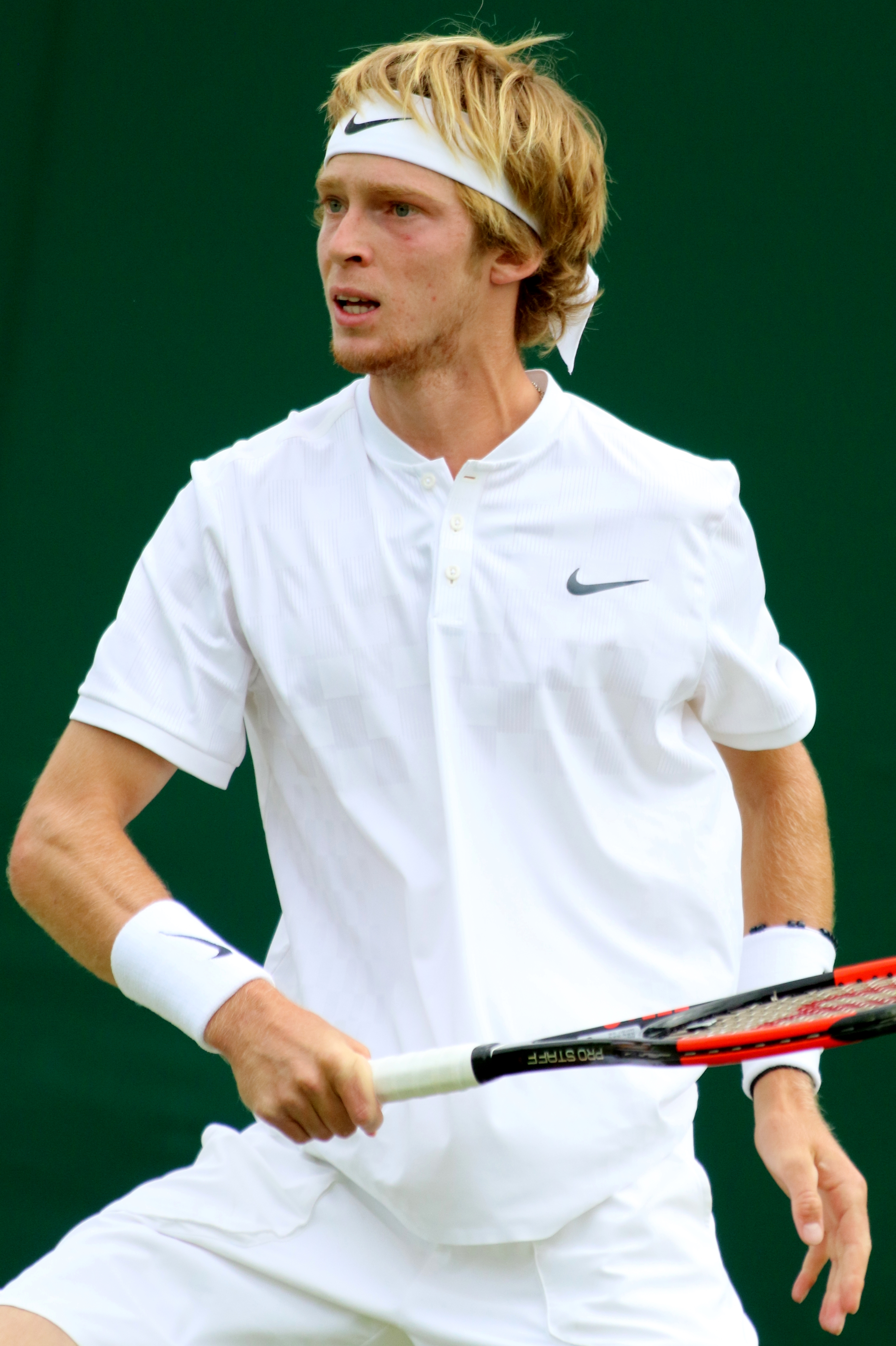
2017年ウィンブルドン選手権でのアンドレイ・ルブレフ

2017年前半はチャレンジャーツアーで成果を挙げ、6月末にトップ100入り。7月のクロアチア・オープンでは予選決勝で敗れたが、欠場者が出たことによりラッキールーザーとして出場し、前年覇者のファビオ・フォニーニらを下し決勝に進出した。決勝ではパオロ・ロレンツィを6–4, 6–2で破りATPシングルスツアー初優勝を果たした。
全米オープンでは2回戦で第7シードのグリゴール・ディミトロフに7–5, 7–6(3), 6–3で、4回戦で第9シードのダビド・ゴファンに7–5, 7–6(5), 6–3で勝利し、ノーシードから自身初のベスト8進出を果たす。準々決勝で第1シードのラファエル・ナダルに1–6, 2–6, 2–6で敗れた。新設されたネクストジェネレーション・ATPファイナルに出場すると決勝進出を果たしたが、鄭現に敗れた。年間最終ランキングは39位。

### 2018年 マスターズダブルス準優勝
2018年は1月のカタール・エクソンモービル・オープンで準優勝。マイアミ・オープンのダブルスで準優勝。 しかし、モンテカルロ・マスターズの2回戦で敗退後に腰の故障で離脱し、全仏オープンとウィンブルドンは欠場した。7月のクロアチア・オープンで復帰。年間最終ランキングは68位。

### 2019年 ツアー2勝目 トップ25入り

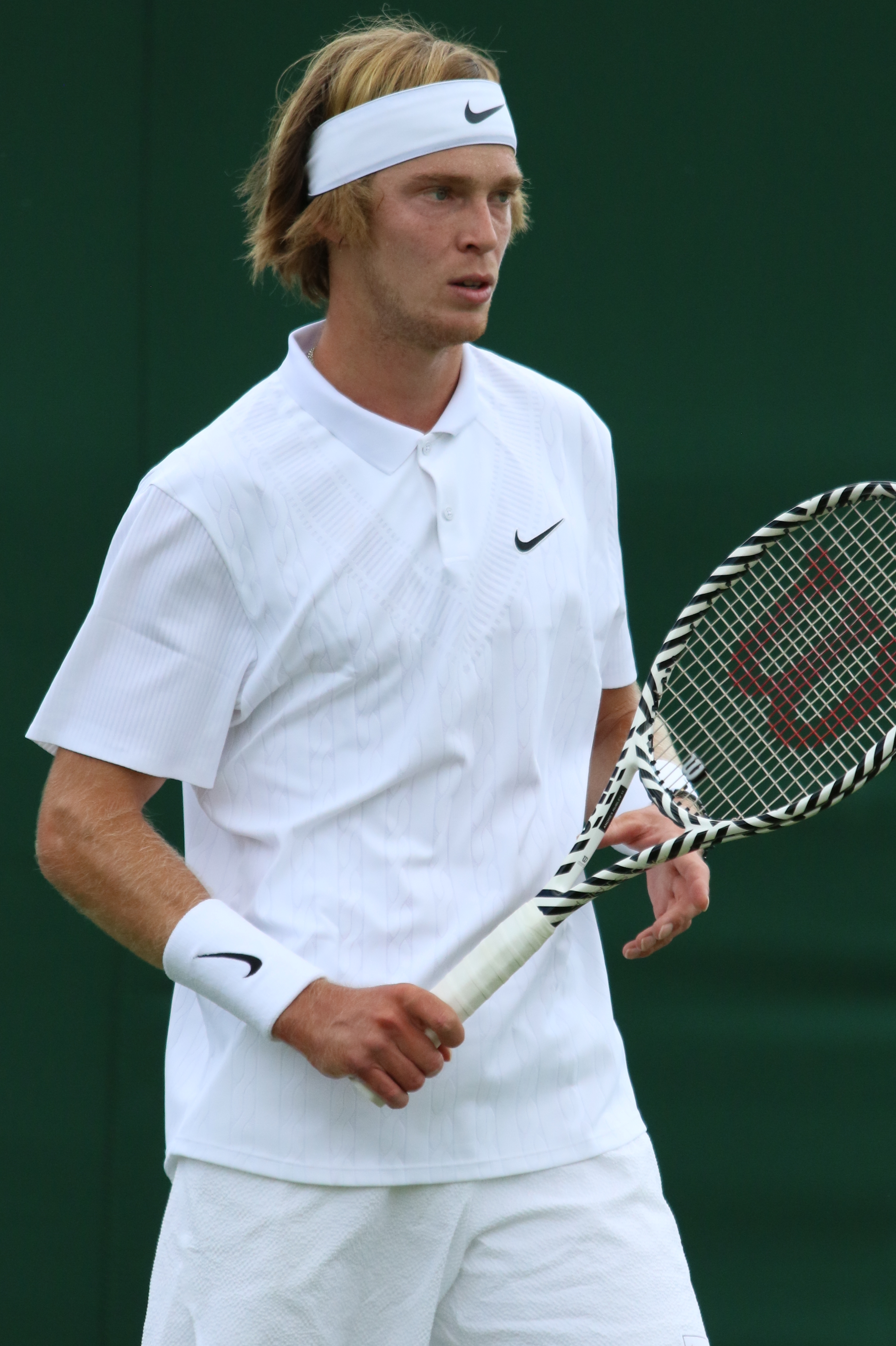
2019年ウィンブルドン選手権でのアンドレイ・ルブレフ

全豪オープンではマッケンジー・マクドナルドに4-6, 4-6, 6-2, 4-6で初戦敗退。3月のイチャレンジャー・インディアンウェルズでは決勝でカイル・エドマンドに3-6, 2-6のストレートで敗れ、ATPチャレンジャーツアーで準優勝。BNPパリバ・オープンではラッキールードとして、2回戦で同胞のカレン・ハチャノフに5-7, 3-6のストレートで敗退した。マイアミ・オープンでは3回戦でデニス・シャポバロフに敗れた。
モンテカルロ・マスターズでは予選を通過するもファビオ・フォニーニに6-4, 5-7, 4-6で初戦敗退。その後のクレー・芝シーズンでは予選敗退が続いた。ウィンブルドン選手権では1回戦でクリスチャン・ガリンに4-6, 6-4, 7-5, 6-4で破り、2回戦ではサム・クエリーに6-3, 6-2, 6-3で敗れた。7月ではドイツ国際オープンでは決勝進出。決勝ではニコロズ・バシラシビリに5-7, 6-4, 3-6で敗れ、準優勝。
ウエスタン・アンド・サザン・オープンでは予選を通過し、2回戦でスタン・ワウリンカを6-4, 6-4のストレートで下し、3回戦では第3シードのロジャー・フェデラーを6-3, 6-4で下す。全米オープンでは1回戦で第8シードのステファノス・チチパスを6-4, 6-7(5), 7-6(7), 7-5で破るなどトップ10から3勝を挙げた。さらに10月には地元開催のクレムリン・カップ決勝でアドリアン・マナリノを6-4, 6-0で圧勝し、誕生日に優勝を果たす。ツアー2勝目を挙げた。年間最終ランキングは23位。

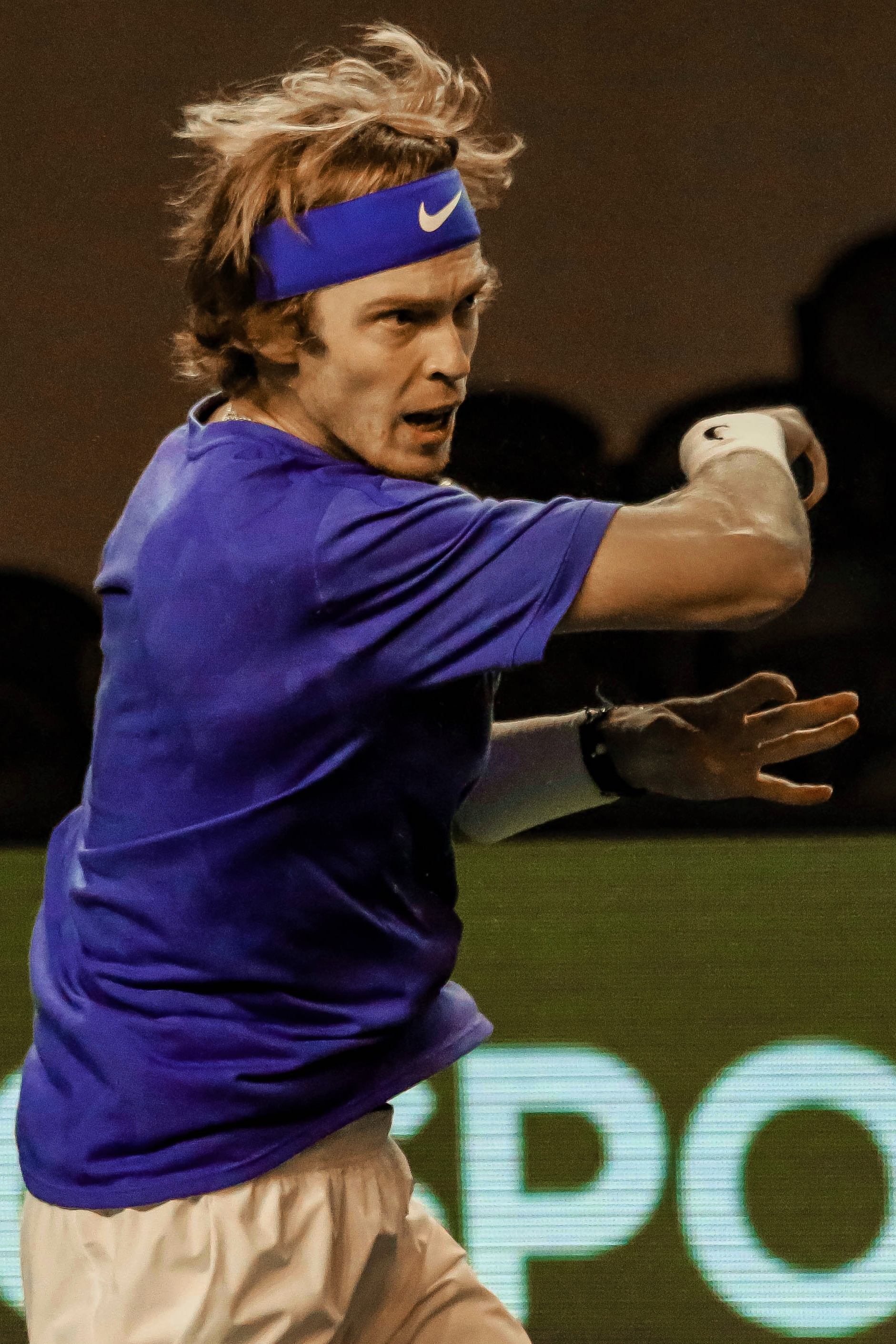
2019年パリ・マスターズでのアンドレイ・ルブレフ

### 2020年 全仏ベスト8 ATPファイナルズ初出場 世界8位
2020年は年始のカタール・エクソンモービル・オープンで決勝に進み、予選から勝ち上がったコレンティン・ムテを破りツアー3勝目を挙げ、同時に自身初のトップ20入り。また、次週のアデレード国際でも決勝でロイド・ハリスをストレートで破り、2週連続優勝を果たす。全豪オープンでも3回戦で第11シードのダビド・ゴファンを下すように好調ぶりを見せたが、4回戦でアレクサンダー・ズベレフに敗れ、開幕からの連勝は11で止まった。3月から新型コロナウイルス感染症の流行でツアーが中断したのち、全米オープンでベスト8入り。ドイツ国際オープンでは2年連続で決勝に進出し、ステファノス・チチパスを下して前年の雪辱を果たす。続く全仏オープンもベスト8入りしたが、準々決勝ではチチパスにリベンジされた。大会後のランキングで10位となりトップ10入りを果たす。サンクトペテルブルク・オープンとエルステ・バンク・オープンでも優勝し、シーズン5勝をあげる活躍を見せた。ATPファイナルズに初出場したが、1勝2敗で敗退となった。シーズン後には「最も上達した選手」に選出された。年間最終ランキングは8位。

### 2021年 全豪ベスト8 マスターズ準優勝 五輪金メダル ATP杯初優勝 デビス杯初優勝 世界5位
2021年はATPカップで全勝し、ロシアの優勝に大きく貢献した。
全豪オープンではすべてストレート勝利で8強入りしたが、準々決勝で同胞のダニール・メドベージェフに敗れた。続くABNアムロ世界テニス・トーナメントでマートン・フチョビッチを下して優勝し、ATP500レベルでは4大会連続優勝となった。カタール・エクソンモービル・オープンのダブルスに同胞のアスラン・カラツェフと組んで出場し、2勝目をあげた。ドバイ・テニス選手権ではATP500大会での連勝記録を歴代2位となる23まで伸ばしたが、準決勝でカラツェフに敗れ、記録はストップした。マイアミ・オープンではマリン・チリッチ、セバスチャン・コルダらをストレート勝ちでベスト4入り。準決勝でホベルト・ホルカシュに敗れた。
クレーシーズンではモンテカルロ・マスターズでは準々決勝でラファエル・ナダル、準決勝でキャスパー・ルードらを下してマスターズ1000初の決勝進出。決勝ではステファノス・チチパスに敗れ、準優勝に留まったが、4月19日付のランキングで自己最高の7位に到達した。ローマ・マスターズではベスト8入り。全仏オープンでは第7シードとして出場したが、1回戦でヤン＝レナード・ストルフにフルセットの末敗退した。
芝シーズンになり、初戦のハレ・オープンで決勝進出。しかし、決勝ではウゴ・アンベールに敗れて準優勝。ウィンブルドンでは第5シードとして出場。3回戦でファビオ・フォニーニを破り、4回戦ではマートン・フチョビッチにフルセットで敗れた。1年遅れで開催された東京2020オリンピックではロシアオリンピック委員会として出場。シングルスは1回戦で錦織圭に敗れたが、アナスタシア・パブリュチェンコワとペアを組んだ混合ダブルスでは、決勝で同胞のアスラン・カラツェフ/エレーナ・ベスニナ組を破り、金メダル獲得。この勝利について「国を代表して獲得した金メダルに勝るものはない」と振り返っている。
ナショナル・バンク・オープンは2回戦でジョン・イズナーに敗れたが、その後のウエスタン・アンド・サザン・オープンではマリン・チリッチ、ガエル・モンフィス、ブノワ・ペール、ダニール・メドベージェフを破り、今季2度のマスターズ1000決勝進出。決勝ではアレクサンダー・ズベレフに敗れて準優勝。全米オープンでは第5シードとして出場。3回戦でフランシス・ティアフォにフルセットで敗退。2年ぶりに開催されたレーバーカップでは欧州選抜として出場。出場したシングルス1試合とダブルス2試合すべてに勝ち、欧州代表の勝利に貢献した。BNPパリバ・オープンはダブルスで準優勝。その後は勢いが落ち、ATPファイナルズも1勝2敗でRR敗退に終わった。それでも年末のデビスカップでは、単複で計7戦6勝の活躍でロシアの優勝に貢献。年間最終ランキングは5位。

### 2022年 ツアー12勝目 ATPファイナルズベスト4
全豪オープンでは3回戦でマリン・チリッチに敗退。オープン13の決勝でフェリックス・オジェ＝アリアシムを破り、今季初優勝及びツアー8勝目を挙げた。また、ダブルスでもウクライナのデニス・モルチャノフと出場して優勝し、単複2冠を達成した。さらに、続くドバイ・テニス選手権でも決勝でイジー・ベセリーに勝利し、2週連続優勝を果たし、ツアー9勝目を挙げた。BNPパリバ・オープンはベスト4入り。準決勝でテイラー・フリッツに敗れた。

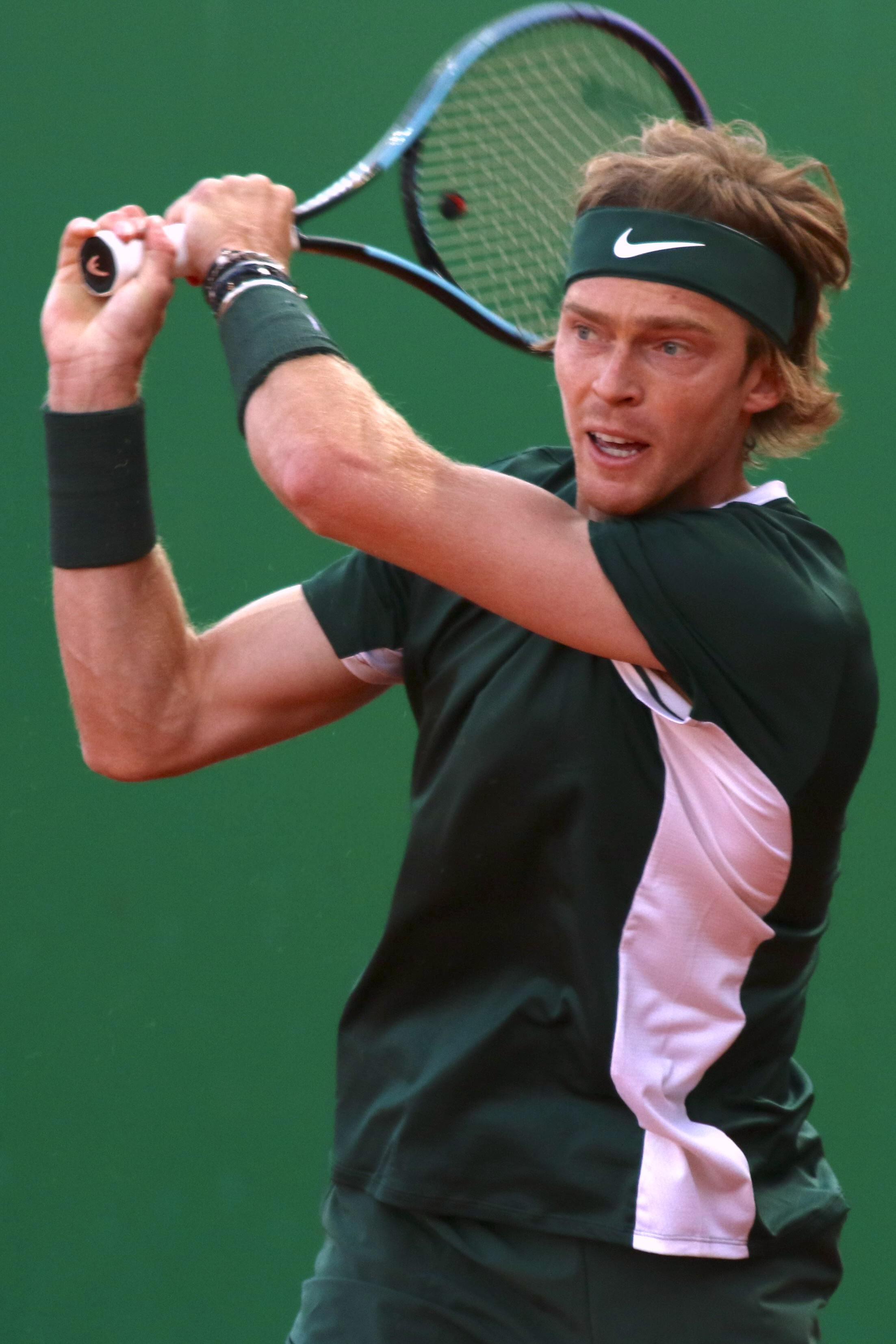
2022年モンテカルロ・マスターズでのアンドレイ・ルブレフ

クレーシーズンに入り、セルビア・オープンでは決勝でノバク・ジョコビッチから初白星を挙げ、今季3勝目、通算ツアー11勝目を挙げた。全仏オープンでは準4回戦でヤニック・シナーを下して、準々決勝でマリン・チリッチにフルセットの末敗れた。
ウィンブルドン選手権は、主催者がウクライナ侵攻を受けてロシア人・ベラルーシ人選手を排除したことで参加できず。これに対し、「完全な差別」と糾弾した。ルブレフ自身は、侵攻直後のドバイ・テニス選手権準決勝の試合後に、「NO War Please（戦争やめて お願いだから）」とテレビカメラへのメッセージに書き込んでいた。また、記者会見で平和重視を言葉でも訴えている。年間最終ランキングは8位。

### 2023年 マスターズ初優勝 全豪ベスト8 ツアー通算250勝
全豪オープンでは第5シードとして出場し、1回戦でドミニク・ティームを6-3, 6-4, 6-2、2回戦でエーミル・ルースヴオリを6-2, 6-4, 6-7(2), 6-3、3回戦で第25シードのダニエル・エバンスを6-4, 6-2, 6-3、4回戦では第9シードのホルガ・ルーネを6-3, 3-6, 6-3, 4-6, 7-6(9)のフルセットで下して、順当にベスト8進出を果たす。準々決勝では第4シードのノバク・ジョコビッチに1-6, 2-6, 4-6のストレートで敗れた。
3月のドバイ・テニス選手権では準決勝でアレクサンダー・ズベレフに6-3, 7-6(9)で下すも、決勝で同胞のダニール・メドベージェフに2-6, 2-6のストレートで敗れ、準優勝。BNPパリバ・オープンでは4回戦でキャメロン・ノリーに2-6, 4-6のストレートで敗れた。マイアミ・オープンでは3回戦でヤニック・シナーに2-6, 4-6のストレートで敗退した。

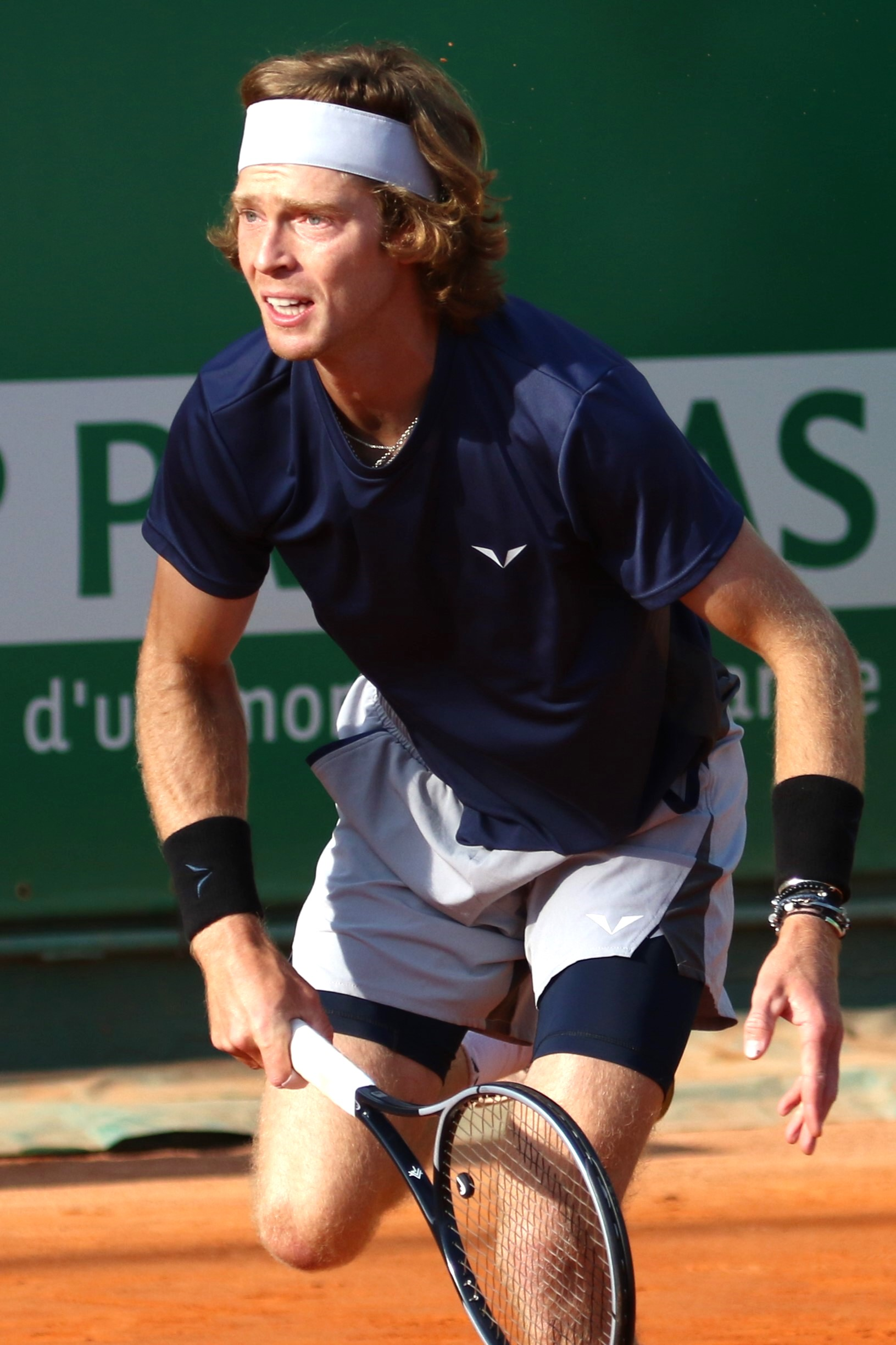
2023年モンテカルロ・マスターズでのアンドレイ・ルブレフ

4月、クレーシーズンに突入し、モンテカルロ・マスターズでは第5シードとして出場。1回戦でハウメ・ムナルを4-6, 6-2, 6-2で下してツアー通算250勝目を達成。準決勝で第8シードのテイラー・フリッツを5-7, 6-1, 6-3で下し、ATPマスターズ1000で3度目の決勝進出。決勝では第6シードのホルガ・ルーネを5-7, 6-2, 7-5で下してATPマスターズ1000初優勝を果たした。

## プレースタイル
爆発的なフォアハンドストロークの強打を武器にする攻撃型ベースライナー。股関節が柔らかく、大きなスタンスでフォアを叩く。ロジャー・フェデラー同様に頭の上下動が少なく、より良いポジションに動いて、しっかりインパクトし、正しいコースへ打つことで相手の逆を突くショットが多い。攻撃的な故、不調時にはアンフォーストエラーが多くなることが改善点である。

## 人物
ATPの企画でファンからの質問に答えた。それによると、ラケット重量は340g、グリップサイズは4。襟付きのシャツは嫌いなので着ない。ギターを弾くなど音楽好きで、好きなバンドはメタリカ、ワン・ダイレクション、AC/DCなど。バンド活動をしたこともある。猫好き。
ニックネームは「ルーブル」。幼少期のアイドルはマラト・サフィン。ロシア語のほか、英語とスペイン語も話せる。

## 主要大会決勝

### ATPマスターズ1000

#### シングルス: 6回 (優勝2回, 準優勝4回)
| 結果   | 年     | 大会           | サーフェス | 対戦相手                         | スコア              |
| ------ | ------ | -------------- | ---------- | -------------------------------- | ------------------- |
| 準優勝 | 2021年 | モンテカルロ   | クレー     | ステファノス・チチパス           | 3-6, 3-6            |
| 準優勝 | 2021年 | シンシナティ   | ハード     | アレクサンダー・ズベレフ         | 2-6, 3-6            |
| 優勝   | 2023年 | モンテカルロ   | クレー     | ホルガ・ルーネ                   | 5-7, 6-2, 7-5       |
| 準優勝 | 2023年 | 上海           | ハード     | フベルト・フルカチュ             | 3-6, 6-3, 6-7(8-10) |
| 優勝   | 2024年 | マドリード     | クレー     | フェリックス・オジェ＝アリアシム | 4-6, 7-5, 7-5       |
| 準優勝 | 2024年 | モントリオール | ハード     | アレクセイ・ポピリン             | 2-6, 4-6            |

## ATPツアー決勝進出結果

### シングルス: 28回 (17勝11敗)
| 大会グレード                    |
| グランドスラム (0–0)            |
| ATPファイナルズ (0–0)           |
| ATPツアー・マスターズ1000 (2–4) |
| ATPツアー500 (6–5)              |
| ATPツアー250 (9–2)              |

| サーフェス別タイトル |
| ハード (11–5)        |
| クレー (6–4)         |
| 芝 (0–2)             |

| 結果   | No. | 決勝日         | 大会                 | サーフェス    | 対戦相手                         | スコア              |
| ------ | --- | -------------- | -------------------- | ------------- | -------------------------------- | ------------------- |
| 優勝   | 1.  | 2017年7月23日  | ウマグ               | クレー        | パオロ・ロレンツィ               | 6-4, 6-2            |
| 準優勝 | 1.  | 2018年1月6日   | ドーハ               | ハード        | ガエル・モンフィス               | 2-6, 3-6            |
| 準優勝 | 2.  | 2019年7月28日  | ハンブルク           | クレー        | ニコロズ・バシラシビリ           | 5-7, 6-4, 3-6       |
| 優勝   | 2.  | 2019年10月20日 | モスクワ             | ハード (室内) | アドリアン・マナリノ             | 6-4, 6-0            |
| 優勝   | 3.  | 2020年1月12日  | ドーハ               | ハード        | コレンティン・ムテ               | 6-2, 7-6(7-3)       |
| 優勝   | 4.  | 2020年1月18日  | アデレード           | ハード        | ロイド・ハリス                   | 6-3, 6-0            |
| 優勝   | 5.  | 2020年9月27日  | ハンブルク           | クレー        | ステファノス・チチパス           | 6-4, 3-6, 7-5       |
| 優勝   | 6.  | 2020年10月18日 | サンクトペテルブルク | ハード (室内) | ボルナ・チョリッチ               | 7-6(7-5), 6-4       |
| 優勝   | 7.  | 2020年11月1日  | ウィーン             | ハード (室内) | ロレンツォ・ソネゴ               | 6-4, 6-4            |
| 優勝   | 8.  | 2021年3月7日   | ロッテルダム         | ハード (室内) | マートン・フチョビッチ           | 7-6(7-4), 6-4       |
| 準優勝 | 3.  | 2021年4月18日  | モンテカルロ         | クレー        | ステファノス・チチパス           | 3-6, 3-6            |
| 準優勝 | 4.  | 2021年6月20日  | ハレ                 | 芝            | ウーゴ・アンベール               | 3-6, 6-7(4-7)       |
| 準優勝 | 5.  | 2021年8月23日  | シンシナティ         | ハード        | アレクサンダー・ズベレフ         | 2-6, 3-6            |
| 優勝   | 9.  | 2022年2月20日  | マルセイユ           | ハード (室内) | フェリックス・オジェ＝アリアシム | 7-5, 7-6(7-4)       |
| 優勝   | 10. | 2022年2月27日  | ドバイ               | ハード        | イジー・ベセリー                 | 6-3, 6-4            |
| 優勝   | 11. | 2022年4月24日  | ベオグラード         | クレー        | ノバク・ジョコビッチ             | 6-2, 6-7(4-7), 6-0  |
| 優勝   | 12. | 2022年10月16日 | ヒホン               | ハード (室内) | セバスチャン・コルダ             | 6-2, 6-3            |
| 準優勝 | 6.  | 2023年3月5日   | ドバイ               | ハード        | ダニール・メドベージェフ         | 2-6, 2-6            |
| 優勝   | 13. | 2023年4月16日  | モンテカルロ         | クレー        | ホルガ・ルーネ                   | 5-7, 6-2, 7-5       |
| 準優勝 | 7.  | 2023年4月23日  | バニャ・ルカ         | クレー        | ドゥシャン・ラヨビッチ           | 3-6, 6-4, 4-6       |
| 準優勝 | 8.  | 2023年6月25日  | ハレ                 | 芝            | アレクサンダー・ブブリク         | 3-6, 6-3, 3-6       |
| 優勝   | 14. | 2023年7月23日  | ボースタード         | クレー        | キャスパー・ルード               | 7-6(7-3), 6-0       |
| 準優勝 | 9.  | 2023年10月15日 | 上海                 | ハード        | フベルト・フルカチュ             | 3-6, 6-3, 6-7(8-10) |
| 優勝   | 15. | 2024年1月7日   | 香港                 | ハード        | エーミル・ルースヴオリ           | 6-4, 6-4            |
| 優勝   | 16. | 2024年5月5日   | マドリード           | クレー        | フェリックス・オジェ＝アリアシム | 4-6, 7-5, 7-5       |
| 準優勝 | 10. | 2024年8月12日  | モントリオール       | ハード        | アレクセイ・ポピリン             | 2-6, 4-6            |
| 優勝   | 17. | 2025年2月22日  | ドーハ               | ハード        | ジャック・ドレイパー             | 7-5, 5-7, 6-1       |
| 準優勝 | 11. | 2025年5月24日  | ハンブルク           | クレー        | フラビオ・コボッリ               | 2-6, 4-6            |

### ダブルス: 8回 (4勝4敗)
| 大会グレード                    |
| グランドスラム (0–0)            |
| ATPファイナルズ (0–0)           |
| ATPツアー・マスターズ1000 (1–3) |
| ATPツアー500 (0–0)              |
| ATPツアー250 (3–1)              |

| サーフェス別タイトル |
| ハード (3–4)         |
| クレー (1–0)         |
| 芝 (0–0)             |

| 結果   | No. | 決勝日         | 大会                 | サーフェス    | パートナー               | 対戦相手                                        | スコア                |
| ------ | --- | -------------- | -------------------- | ------------- | ------------------------ | ----------------------------------------------- | --------------------- |
| 優勝   | 1.  | 2015年10月27日 | モスクワ             | ハード (室内) | ドミトリー・トゥルスノフ | ラドゥ・アルボット フランティシェク・チェルマク | 2-6, 6-1, [10-6]      |
| 準優勝 | 1.  | 2018年3月31日  | マイアミ             | ハード        | カレン・ハチャノフ       | ボブ・ブライアン マイク・ブライアン             | 6-4, 6-7(5-7), [4-10] |
| 準優勝 | 2.  | 2019年11月3日  | パリ                 | ハード (室内) | カレン・ハチャノフ       | ピエール＝ユーグ・エルベール ニコラ・マユ       | 4-6, 1-6              |
| 優勝   | 2.  | 2021年3月13日  | ドーハ               | ハード        | アスラン・カラツェフ     | マーカス・ダニエル フィリップ・オズワルド       | 7-5, 6-4              |
| 準優勝 | 3.  | 2021年10月17日 | インディアンウェルズ | ハード        | アスラン・カラツェフ     | ジョン・ピアース フリップ・ポラセック           | 3-6, 6-7(5-7)         |
| 優勝   | 3.  | 2022年2月20日  | マルセイユ           | ハード (室内) | デニス・モルチャノフ     | レイベン・クラーセン マクラクラン勉             | 4-6, 7-5, [10-7]      |
| 優勝   | 4.  | 2023年5月6日   | マドリード           | クレー        | カレン・ハチャノフ       | ロハン・ボパンナ マシュー・エブデン             | 6-3, 3-6, [10-3]      |
| 準優勝 | 4.  | 2024年1月5日   | 香港                 | ハード        | カレン・ハチャノフ       | ルーク・ジョンソン サンダー・アレンズ           | 5-7, 6-4, [7-10]      |

## 成績
略語の説明
| W | F | SF | QF | #R | RR | Q# | LQ | A | Z# | PO | G | S | B | NMS | P | NH |

W=優勝, F=準優勝, SF=ベスト4, QF=ベスト8, #R=#回戦敗退, RR=ラウンドロビン敗退, Q#=予選#回戦敗退, LQ=予選敗退, A=大会不参加, Z#=デビスカップ/BJKカップ地域ゾーン, PO=デビスカップ/BJKカッププレーオフ, G=オリンピック金メダル, S=オリンピック銀メダル, B=オリンピック銅メダル, NMS=マスターズシリーズから降格, P=開催延期, NH=開催なし.
| 大会                      | 2014            | 2015            | 2016            | 2017            | 2018            | 2019            | 2020     | 2021     | 2022     | 2023     | 2024  | 2025  | 通算成績 |
| ------------------------- | --------------- | --------------- | --------------- | --------------- | --------------- | --------------- | -------- | -------- | -------- | -------- | ----- | ----- | -------- |
| グランドスラム            |                 |                 |                 |                 |                 |                 |          |          |          |          |       |       |          |
| 全豪オープン              | A               | A               | A               | 2R              | 3R              | 1R              | 4R       | QF       | 3R       | QF       | QF    | 1R    | 20–9     |
| 全仏オープン              | A               | A               | Q2              | 1R              | A               | A               | QF       | 1R       | QF       | 3R       | 3R    | 4R    | 15–7     |
| ウィンブルドン            | A               | Q2              | Q2              | 2R              | A               | 2R              | NH       | 4R       | A        | QF       | 1R    | 4R    | 12–6     |
| 全米オープン              | A               | 1R              | Q1              | QF              | 1R              | 4R              | QF       | 3R       | QF       | QF       | 4R    |       | 24–9     |
| 合計                      | 0-0             | 0-1             | 0-0             | 6-4             | 2-2             | 4-3             | 11-3     | 9-4      | 10-3     | 14-4     | 9-4   | 6-3   | 71–31    |
| 年間最終戦                |                 |                 |                 |                 |                 |                 |          |          |          |          |       |       |          |
| ATPファイナルズ           | Did Not Qualify | Did Not Qualify | Did Not Qualify | Did Not Qualify | Did Not Qualify | Did Not Qualify | RR       | RR       | SF       | RR       | RR    |       | 4–12     |
| ATPツアー・マスターズ1000 |                 |                 |                 |                 |                 |                 |          |          |          |          |       |       |          |
| インディアンウェルズ      | A               | A               | Q2              | Q1              | 2R              | 3R              | NH       | 3R       | SF       | 4R       | 3R    | 2R    | 10–7     |
| マイアミ                  | A               | 2R              | 1R              | 2R              | 2R              | 3R              | NH       | SF       | 2R       | 4R       | 2R    | 2R    | 10–10    |
| モンテカルロ              | A               | A               | 1R              | Q1              | 2R              | 1R              | NH       | F        | 3R       | W        | 2R    | 3R    | 12–7     |
| マドリード                | A               | A               | A               | A               | A               | A               | NH       | 3R       | QF       | 4R       | W     | 3R    | 11–4     |
| ローマ                    | A               | A               | Q2              | A               | A               | A               | 2R       | QF       | 2R       | 4R       | 3R    | 2R    | 6–6      |
| カナダ                    | A               | A               | A               | A               | 1R              | Q1              | NH       | 3R       | 2R       | 2R       | F     | QF    | 8–6      |
| シンシナティ              | A               | A               | A               | Q1              | 1R              | QF              | 1R       | F        | 3R       | 2R       | QF    | QF    | 13–8     |
| 上海                      | A               | A               | A               | 2R              | 1R              | 3R              | Not Held | Not Held | Not Held | F        | 2R    |       | 8–5      |
| パリ                      | A               | A               | A               | 1R              | A               | 1R              | 3R       | 2R       | 3R       | SF       | 2R    |       | 5–7      |
| 合計                      | 0-0             | 1-1             | 0-2             | 2-3             | 1-6             | 8-6             | 2-3      | 17-8     | 9-8      | 21-8     | 14-8  | 7-7   | 83–60    |
| 国別対抗戦                |                 |                 |                 |                 |                 |                 |          |          |          |          |       |       |          |
| オリンピック              | Not Held        | Not Held        | A               | Not Held        | Not Held        | Not Held        | Not Held | 1R       | Not Held | Not Held | A     | NH    | 0–1      |
| デビスカップ              | Z1              | PO              | PO              | PO              | Z1              | SF              | NH       | W        | A        | A        | A     | A     | 12–5     |
| 通算成績                  |                 |                 |                 |                 |                 |                 |          |          |          |          |       |       |          |
|                           | 2014            | 2015            | 2016            | 2017            | 2018            | 2019            | 2020     | 2021     | 2022     | 2023     | 2024  | 2025  | 通算成績 |
| 出場大会数                | 1               | 11              | 5               | 17              | 21              | 20              | 14       | 22       | 23       | 25       | 26    | 20    | 205      |
| 優勝大会数                | 0               | 0               | 0               | 1               | 0               | 1               | 5        | 1        | 4        | 2        | 2     | 1     | 17       |
| 決勝進出大会数            | 0               | 0               | 0               | 1               | 1               | 2               | 5        | 4        | 4        | 6        | 3     | 2     | 28       |
| 本戦勝–敗                 | 1–1             | 8–13            | 3–5             | 21–18           | 20–23           | 38–19           | 41–10    | 53–23    | 51–20    | 56–26    | 43–26 | 29–19 | 364–203  |
| 年末の順位                | 437             | 185             | 156             | 39              | 68              | 23              | 8        | 5        | 8        | 5        | 8     |       |          |

### 大会最高成績
| 大会                     | 成績 | 年   |
| ------------------------ | ---- | ---- |
| ATPファイナルズ          | SF   | 2022 |
| インディアンウェルズ     | SF   | 2022 |
| マイアミ                 | SF   | 2021 |
| モンテカルロ             | W    | 2023 |
| マドリード               | W    | 2024 |
| ローマ                   | QF   | 2021 |
| カナダ                   | F    | 2024 |
| シンシナティ             | F    | 2021 |
| 上海                     | F    | 2023 |
| パリ                     | SF   | 2023 |
| オリンピック             | 1R   | 2021 |
| デビスカップ             | W    | 2021 |
| ATPカップ                | W    | 2021 |
| Next Gen ATPファイナルズ | F    | 2017 |